# 刺蚯蚓螺
刺蚯蚓螺（学名：Tenagodus anguinus）是蚯蚓螺科的一种，舊屬蚯蚓螺属，今屬嵩毛蟶屬。

## 分佈
主要分布于新加坡、印度尼西亚、台湾，常栖息在浅海。

## 外部連結
- 維基物種上的相關：刺蚯蚓螺